# L・L・ビーン

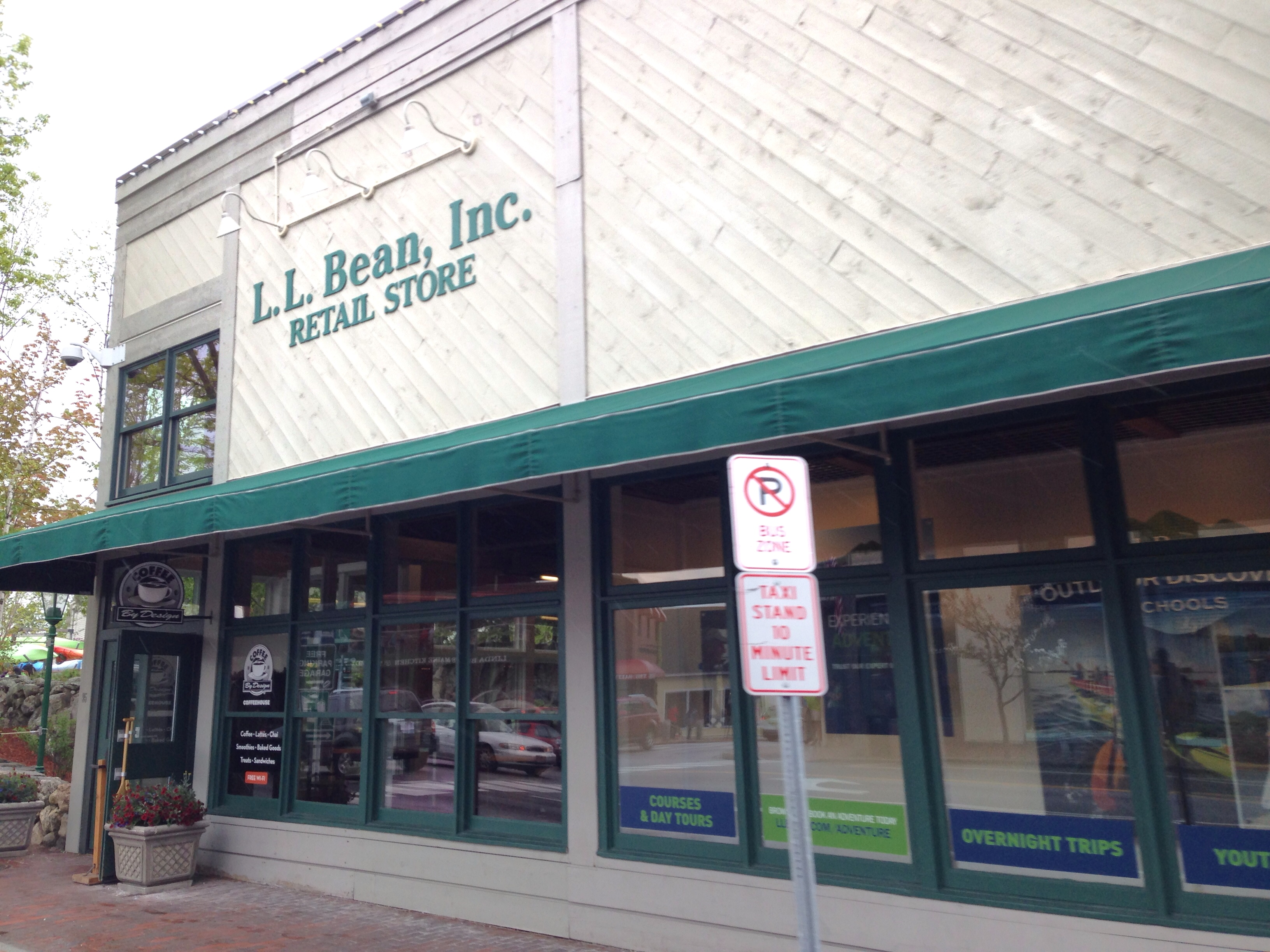
L・L・ビーン

L・L・ビーン（L.L.Bean）は、アメリカ合衆国のアウトドア用品のメーカーである。本社はメイン州フリーポートにある。現在の会長のショーン・ゴーマンは、創立者であるレオン・レオンウッド・ビーンのひ孫にあたる。

## 沿革
1912年にレオン・レオンウッド・ビーンにより創立した。商品第一号は現在も「ビーン・ブーツ」の名前で販売されているメイン・ハンティングシューズ。創業地のメイン州では州外居住者が狩猟を行う際にライセンスの取得が義務づけられており、この名簿を州当局から借り出すことに成功したビーンは狩猟愛好者に効率的にダイレクトメールを送付することができた。また、1912年はアメリカにおいて郵便制度が改革され、1913年から郵便小包の配達サービスが開始されるという、通信販売を主力とする同社に有利な環境が整備されつつあった。

## 日本での展開
1992年、日本での事業を開始。当初は西友と松下電器の合弁によるライセンス事業であった。
2001年に西友はライセンス契約を解消し、子会社の株式会社エルエルビーンジャパンも解散、日本国内の店舗はエルエルビーンインターナショナルの日本支店が引き継ぐこととなった。
2022年12月12日、伊藤忠商事がL.L.ビーンの日本市場におけるマスターライセンス権およびインポート商品の卸売り販売権を取得、2023年1月から美濃屋がライセンス商品の企画と卸売りを、サンリバーがインポート商品の卸売りを担当する。日本国内にある28の直営店およびカタログ販売・EC事業はこれまで通りL.L.ビーン日本支社が運営する。